# Etter-Rose-Hampel-Gruppe
Die Etter-Rose-Hampel-Gruppe war eine Widerstandsorganisation gegen den Nationalsozialismus in Hamburg. Sie bestand zum großen Teil aus jungen Menschen antifaschistisch und antimilitaristisch orientierter Elternhäuser, die während der Machtergreifung der Nationalsozialisten 1933 noch Kinder oder Jugendliche waren. Benannt wurde dieser Zusammenschluss nach dem Orthopädie-Mechaniker Werner Etter, der Schneidermeisterin Liesbeth Rose und dem Maler Ernst Hampel, die am 5. Januar 1945 vom Volksgerichtshof zum Tode verurteilt und in den folgenden Monaten hingerichtet wurden. Insgesamt kamen in der Zeit des Nationalsozialismus zwölf Angehörige dieser Gruppe ums Leben.

## Entstehung
Die Etter-Rose-Hampel-Gruppe entstand ab 1936 aus einigen Freundeskreisen, die sich nicht in die nationalsozialistischen Jugendverbände integrierten, sondern stattdessen gemeinsam über Fragen des wissenschaftlichen Sozialismus, Probleme der internationalen Arbeiterbewegung und Methoden des illegalen Kampfes diskutierten. Sie nutzten Wander- und Sportgruppen, um sich treffen zu können. Als zentrale Persönlichkeiten galten der spätere Kunsthändler Max Kristeller und seine Freunde Barbara Dollwetzel, später verheiratete Reimann, Ernst Hampel, Hannes Gehrke, Ursula Gehrke, Karl Hellbach, Ada Löwe, Carl Rose, Liesbeth Rose und Erika Schulz, später verheiratete Etter. Werner Etter, seit seiner Kindheit mit Ernst Hampel befreundet, befand sich als Mitglied des Kommunistischen Jugendverbands (KJVD) von 1934 bis 1935 in Haft. Er stand diesem Kreis nahe, hielt sich aber aus konspirativer Vorsicht im Hintergrund. Mit einigen Mitgliedern der Gruppe war auch Irma Thälmann, die Tochter des KPD-Vorsitzenden Ernst Thälmann, seit früher Jugend bekannt.
Bis zum Beginn des Zweiten Weltkrieges, einem Zeitraum, in dem die Jugendlichen erwachsen geworden waren, entstand aus den losen Freundeskreisen eine enge Gemeinschaft. Die Lebenswege gingen zwar teilweise auseinander, da einzelne zum Reichsarbeitsdienst und andere zur Wehrmacht eingezogen wurden, doch hielten sie den Kontakt untereinander aufrecht. Das gemeinsame Ziel der Widerstandsgruppe, das sie vorsichtig, aber aktiv vertraten, war ein schnelles Kriegsende und der Sturz des NS-Regimes.

## Verfolgung
Ab Mitte 1942 wurde die Staatspolizeileitstelle Hamburg auf die Gruppe aufmerksam. Man betrachtete sie als Nachfolgeorganisation der zerschlagenen Bästlein-Jacob-Abshagen-Gruppe und nannte sie Gruppe der Nichtvorbestraften. Ein V-Mann der Gestapo namens Alfons Pannek wurde in die Gruppe eingeschleust, doch obwohl deren Mitglieder ihn nicht als Spitzel enttarnten, konnte er keine relevanten Informationen weitergeben. Im Mai 1943 setzte dennoch eine erste Verhaftungswelle gegen die Gruppe ein und die Gestapo nahm Max Kristeller als Anführer sowie einige weitere Personen fest, in der Hoffnung, nähere Informationen über diesen Zusammenschluss zu erhalten. Anfang 1944 setzte die Polizei den Wehrmachtshäftling Herbert Lübbers ein, der in früheren Jahren dem Kreis ebenfalls angehört hatte. Es wurde eine Desertation fingiert, auf der vermeintlichen Flucht nahm er die Hilfe ehemaliger Freunde in Anspruch. Diese und ihre Familien wurden in der Folge von der Gestapo wegen „aktiver Beihilfe zur Desertation“ verhaftet, so unter anderem am 21. März 1944 Werner Etter und am 17. Mai 1944 dessen Frau Erika Etter. Über diesen Weg hofften die Verfolgungsbehörden auch, Zugriff auf die Familie von Ernst Thälmann zu bekommen, Irma und Rosa Thälmann wurden im April und Mai 1944 festgenommen.

## Prozesse
Gegen Ernst Hampel, Liesbeth Rose und Werner Etter wurde mit Anklageschrift vom 1. November 1944 durch den Oberreichsanwalt beim Volksgerichtshof wegen Vorbereitung zum Hochverrat, Feindbegünstigung und Wehrkraftzersetzung Anklage erhoben. Der Prozess gegen die drei Angeklagten fand am 4. und 5. Januar 1945 in Potsdam statt und endete in allen drei Fällen mit einem Todesurteil. Liesbeth Rose wurde am 2. Februar 1945 im Strafgefängnis Plötzensee, Werner Etter am 19. Februar 1945 und Ernst Hampel am 20. April 1945 im Zuchthaus Brandenburg hingerichtet.
Prozesse gegen weitere Angehörige der Organisation waren für März 1945 durch den in Hamburg tagenden Volksgerichtshof geplant, wurden aber nicht mehr durchgeführt. Die jüdischen Mitglieder der Gruppe waren in Konzentrationslager deportiert worden, Max Löwe starb am 24. November 1944 im KZ Stutthof, Hugo Hecht im Januar 1945 auf einem „Evakuierungstransport“ von Auschwitz in das KZ Groß-Rosen. Max Kristeller gelangte bei der Selektion an der Todesrampe von Auschwitz in ein Arbeitskommando und überlebte bis zur Befreiung im KZ Ebensee. Erika Etter wurde am 21. April 1945 im KZ Neuengamme während eines Endphaseverbrechens ermordet. 
Auch viele Angehörige von Gruppenmitgliedern waren verhaftet worden, von ihnen starb Wilhelm Clasen, der Stiefvater von Barbara Dollwetzel, nach der „Evakuierung“ aus Neuengamme bei dem Untergang der Cap Arcona. Wilhelmine Hundert ermordete man nach der Deportation ins KZ Ravensbrück in einem Arbeitskommando in Oranienburg. In der Haft starben Richard Schönfeld (sen.) am 18. Januar 1945 im KZ Neuengamme sowie Adolf Schulz, der Vater von Erika Etter, am 14. März 1945 und Friedrich Stoltenberg am 6. April 1945, beide in der Untersuchungshaftanstalt Hamburg. Erich Schulz, der Bruder von Erika Etter, wurde am 12. April 1945 aus dem Wehrmachtsgefängnis Altona zur Bewährungskompanie Weichsel entlassen und galt dort seit dem 15. April 1945 als verschollen.

## Gedenken

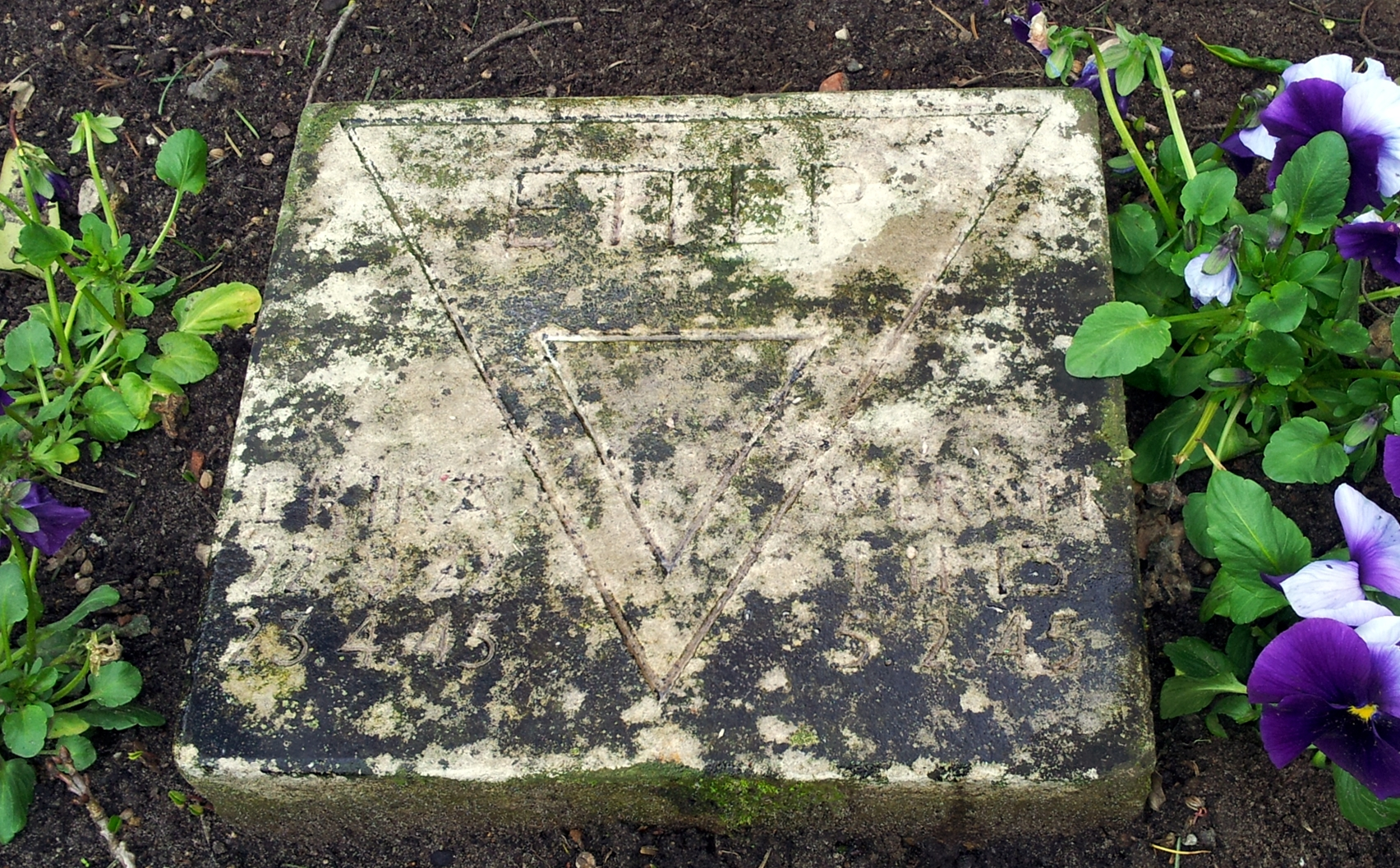
Gedenkstein Erika Etter und Werner Etter im Ehrenhain Hamburger Widerstandskämpfer

Max Löwe und Hugo Hecht wurden auf einer Ehrentafel der Widerstandskämpfer im KZ Auschwitz geehrt. Für Erika und Werner Etter setzte man einen Stein im Ehrenhain Hamburger Widerstandskämpfer des Friedhofs Ohlsdorf. Die Straßen Erika-Etter-Kehre, Liesbeth-Rose-Stieg und Wilhelmine-Hundert-Weg in Hamburg-Neuallermöhe wurden zu Ehren der Widerstandskämpferinnen benannt.
Stolpersteine findet man für 
- Wilhelm Clasen in der Bundesstraße 95 in Hamburg-Eimsbüttel,
- Erika und Werner Etter in der Alsterdorfer Straße 40 in Hamburg-Winterhude,
- Ernst Hampel in der Quickbornstraße 31 im heutigen Hamburg-Hoheluft-West,
- Friedrich Stoltenberg in der Amandastraße 41 in Hamburg-Eimsbüttel als letzten Wohnort, sowie vor dem Hansatheater am Steindamm 17 in Hamburg-St. Georg, das seine Arbeitsstätte war.